# Șerbăneștii de Sus, Olt
Șerbăneștii de Sus este un sat în comuna Șerbănești din județul Olt, Muntenia, România. Se află situat în partea de nord-vest a comunei, pe malul stâng al râului Dorofei.
 Acest articol despre o localitate din județul Olt este deocamdată un ciot. Puteți ajuta Wikipedia prin completarea lui.

Sat de o frumusețe rară cu păduri verzi de foioase, străbătut de râul Cungrea și cu celebrul copac,Tecul de la Ionicesti.